# Somveer Kadian
Somveer Kadian (ur. 2 kwietnia 1992) – indyjski zapaśnik walczący w stylu wolnym. Zajął piąte miejsce na mistrzostwach Azji w 2016. Brązowy medalista igrzysk Wspólnoty Narodów w 2018. Mistrz Wspólnoty Narodów w 2017. Wicemistrz Azji juniorów w 2012 roku.
Jego brat Satyawart Kadian jest również zapaśnikiem